# 水戸光子
水戸 光子（みと みつこ、1919年〈大正8年〉3月23日 - 1981年〈昭和56年〉4月5日）は、日本の女優。本名は関場 ミツ子。

## 略歴

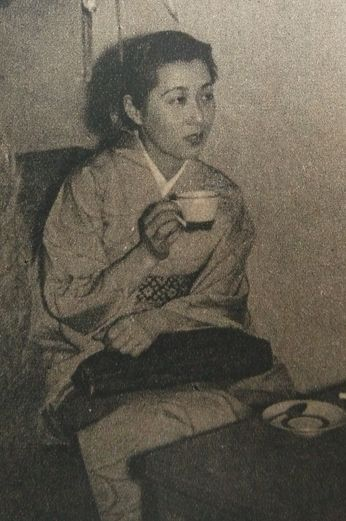
1948年

福島県大沼郡新鶴村（現・会津美里町）境野出身。
愛知県岡崎市立高等女学校（現・愛知県立岡崎北高等学校）を中退した翌1934年（昭和9年）、名古屋万平ホテルから熱海の万平ホテルへ移って働いていたところ、たまたま宿泊していた松竹の井上伊三郎取締役にスカウトされ、松竹蒲田撮影所に入社。
同年大晦日封切りの正月映画『大学の若旦那・日本晴れ』端役にてデビュー。いわゆる「大部屋」の無名女優として3年間の下積みを重ね、1938年（昭和14年）1月に準幹部へと昇進。その後はB級作品ながら主役をつとめるようにもなった。
1939年（昭和14年）吉村公三郎監督の映画「暖流（前篇・後篇）」の看護婦・石渡ぎん役に抜擢され、当時すでに脚光を浴びていた後輩の高峰三枝子と競演して一躍人気を獲得し、以後主演女優として第一線で活躍。
1945年（昭和20年）、俳優の森川信と結婚。女優業を引退して一児をもうけたが翌年には離婚し、同年10月公開の『お光の縁談』（池田忠雄監督）で早くもスクリーンに復帰した。明るい庶民的な役を演じる一方、松竹を離れてからは『女』『王将』『戦火の果て』『雨月物語』『大阪の宿』などで汚れ役もこなして演技の幅を広げた。
1981年（昭和56年）4月5日、肝腫瘍のため死去。62歳没。

## エピソード
- 1955年6月19日、ドイツのベルリン国際映画祭とスイスのロカルノ国際映画祭に出席のため、日本を出発。両映画祭に出席した後はヨーロッパ各地を廻り、同7月20日、1ヶ月ぶりに帰国した。当時はまだ海外渡航自由化の前で、貴重なヨーロッパ訪問となった。
- 昭和10年代に国民的アイドルの一人となった水戸[4]だが、昭和49年、戦後29年目にしてルバング島から帰還した小野田寛郎元少尉が「好きな女性のタイプ」として水戸（当時54歳）の名前を挙げ、話題となった[3][5]。
- 同期にデビューした高杉早苗、桑野通子、水戸光子、原節子の4人をはじめとする戦前からのスター女優について、エッセイストの三國一朗は、公私に亘るすべての点で後年のスターとは雲泥の差があり、その名に匹敵する貫禄をそなえていた[3]と述べている。

## 主な出演作品

### 映画
- 大学の若旦那・日本晴れ（1934年）
- 若旦那 春爛漫（1935年） - 女学生 役
- 有りがたうさん（1936年） - 旅芸人 役
- 人妻椿 後篇（1936年） - 芸妓 役
- 新道 後篇良太の巻（1936年）
- 花嫁かるた（1937年） - エマ子 役
- 荒城の月（1937年） - 敬子 役
- 君と歌へば（1937年）
- 奥様に知らすべからず（1937年）
- 恋も忘れて（1937年） - ホテルの女 役
- 愛に生きるもの（1937年）
- 花形選手（1937年） - ハイキングの女 役
- 母と子（1938年） - しげ子 役
- 愛染かつら 後篇（1938年） - 木村かつ子 役
- 南風（1939年） - 喜多敬子 役
- 妹の晴着（1939年） - 須藤清子 役
- 心の太陽（1939年） - かず枝 役
- 続愛染かつら（1939年） - 木村かつ子 役
- 新女性問答（1939年） - 雪子 役
- 桑の実は紅い（1939年） - あき 役
- 愛染かつら 完結篇（1939年） - 木村かつ子 役
- 暖流（前篇・後篇）（1939年） - 石渡ぎん 役
- 愛の暴風（1940年）
- 家庭教師（1940年） - 梶川彌生 役
- 絹代の初恋（1940年） - おのぶ 役
- 美しき隣人（1940年） - 秋本邦子 役
- 妻は嘆かず（1940年）
- 花は偽らず（1941年）- 佐川純子 役
- 櫻の國（1941年） - 矢島新子 役
- 争ひなき真実（1941年）
- 十日間の人生（1941年）
- 碑（1941年）
- 何処へ（1941年）
- 蘇州の夜（1941年）
- 間諜未だ死せず（1942年）
- 父ありき（1942年） - ふみ 役
- 南の風 瑞枝の巻 (1942年) - お玉 役
- 続南の風（1942年） - お玉 役
- 風薫る庭（1942年）
- 鳥居強右衛門（1942年） - 鳥居まつ 役
- 女の手（1942年）
- 二人姿（1942年）
- 家に三男二女あり（1943年）
- 花咲く港（1943年） - お春 役
- 秘話ノルマントン号事件　仮面の舞踏（1943年） - 妹・千恵　役
- 海軍（1943年） - 飛田中佐夫人 役
- 不沈艦撃沈（1944年）
- 水兵さん（1944年）
- 歓呼の町（1944年） - たか子 役
- 激流（1944年） - 泉ゆき 役
- 君こそ次の荒鷲だ（1944年） - シゲ 役
- 乙女のゐる基地（1945年）
- お光の縁談（1946年） - お光　役
- 最後の鉄腕（1947年） - マダム夏代 役
- 情炎（1947年） - ひろ子 役
- 飛び出したお嬢さん（1947年） - 時子 役
- 女だけの夜（1947年） - 香川京子 役
- 土曜夫人（1948年） - 中瀬古陽子 役
- 愛情十字路（1948年） - 谷牧子 役
- 駒鳥夫人（1948年） - 及川美也子 役
- 肖像（1948年）
- 女（1948年） - 敏子 役
- 王将（1948年） - 坂田小春 役
- 殺すが如く（1948年） - 戸田絢子 役
- 新愛染かつら（1948年） - 高石かつ枝 役
- 女の顔（1949年） - 塚田和子 役
- わが恋は燃えぬ（1949年） - 作次郎の娘千代 役
- 母三人（1949年） - 時子 役
- 愛染草（1949年） - 秋之山銀子 役
- どぶろくの辰（1949年） - 妻しの 役
- わたしの名は情婦（1949年） - 安原妙子 役
- 白鳥は悲しからずや（1949年） - 田ノ上和子 役
- ある婦人科医の告白（1950年） - 吉村綾子 役
- 妻も恋す（1950年） - 千栄 役
- 美貌の海（1950年）
- 戦火の果て（1950年）
- 紅蝙蝠（1950年） - おりん 役
- 愛と憎しみの彼方へ（1951年） - 坂田まさ江 役
- 泥にまみれて（1951年）- 鶴岡志乃　役
- 源氏物語（1951年） - 葵の上 役
- 雪割草（1951年） - 真島順子 役
- あの手この手（1952年） - 近子 役
- 牛若丸 - 常盤御前 役
- 雪崩（1952年） - 妻時枝 役
- 怪談深川情話（1952年）- 若柳吉登世 役
- 雨月物語（1953年） - 阿浜 役
- 慾望（1953年） - 梶原咲枝 役
- 丹下左膳（1953年） - 櫛巻お藤 役
- 砂絵呪縛（1953年） - お酉 役
- 続砂絵呪縛 雪女郎（1953年） - お酉 役
- 金色夜叉（1954年） - 赤極満枝 役
- 大阪の宿（1954年） - おりか 役
- 沓掛時次郎（1954年） - おきぬ 役
- 宮本武蔵（1954年） - お甲 役
- 続宮本武蔵 一乗寺の決闘（1955年） - お甲 役
- 胸より胸に（1955年） - 上村優子 役
- あなた買います（1956年） - 谷口涼子 役
- 新・平家物語 静と義経（1956年） - 北条政子 役
- 花ふたたび（1956年） - 朝倉泰子 役
- 悪魔の顔（1957年） - 古島浜枝 役
- 婦人科医の告白（1957年） - お常 役
- 浮世風呂（1958年） - おりく 役
- 悲しみは女だけに（1958年） - 春江 役
- 人間の壁（1959年） - キヨ子 役
- 荷車の歌（1959年） - ナツ 役
- 真夜中の処女（1959年）仮名子 役
- 彼女だけが知っているん（1960年） - 夏山とし子 役
- 次郎物語（1960年） - 本田お民 役
- 海を渡る友情（1960年）
- 雁（1966年） - お貞 役
- 激流（1967年）
- 堕落する女（1967年） - 橋本牧子 役
- 陸軍諜報33（1968年） - 山本民子 役
- 戦争と人間 第一部 運命の序曲（1970年） - お滝 役
- 夕陽が呼んだ男（1970年） - 浅井芙美 役
- 戦争と人間 第二部 愛と悲しみの山河（1971年） - お滝 役
- 戦争と人間 第三部 完結篇（1973年） - お滝 役

### テレビドラマ
- つんころ大助（1960年、CX）
- 天下の若者（1964年、CX）
- 暖流（1964年、THK）
- 人形佐七捕物帳 第39話「雪女」（1967年、NHK）
- 大奥（1968年、KTV） - 歌川 役
- 黒部の太陽（1969年、NTV）
- あいつの季節（1969年、TBS）
- 千葉周作 剣道まっしぐら 第9話「春一番. いい男！」（1971年、TBS）- キク
- 特別機動捜査隊 第500話「勇気ある女」（1971年、NET）
- ワン・ツウ アタック!（1971年、東宝、東京12チャンネル） - 久美子（主人公）の母 役